# Easyway
Easyway To Stop Smoking – metoda rzucania palenia, opracowana przez Allena Carra. Nie zajmuje się uzależnieniem fizycznym, ale psychicznym. Jej istotą jest zmiana nastawienia palacza do palenia, sposobu, w jaki myśli o paleniu.

## Istota terapii
Sesję, która ma formę seminarium, kończącego się półgodzinnym ćwiczeniem relaksacyjnym, prowadzi licencjonowany terapeuta metody Allena Carra. Wszyscy trenerzy to byli nałogowi palacze, którzy przestali palić dzięki programowi Easyway To Stop Smoking. Trener koncentruje się na powodach, dla których ludzie palą, a nie na tych, dla których powinni przestać (ponieważ palacze i tak wiedzą, że jest to niezdrowe, drogie i aspołeczne). 
W czasie sesji palacz ma uwolnić się od iluzorycznego przekonania, że palenie sprawia mu przyjemność albo daje wsparcie. Ma także pozbyć się poczucia krzywdy i straty, poczucia, że dokonuje prawdziwego wyrzeczenia i poświęcenia (któremu może nie podołać). To z kolei ma spowodować uwolnienie od lęku, który dotychczas nie pozwalał przestać palić.
Sesja trwa ok. 6 godzin i prowadzona jest w kilku- lub kilkunastoosobowych grupach. Nie stosuje się żadnych farmaceutyków – również tych zawierających nikotynę. 
Na świecie działa ok. 70 klinik wykorzystujących metodę Allen Carr’s Easyway To Stop Smoking w terapii rzucania palenia.